# 珀尔伯伊
珀尔伯伊，是匈牙利托尔瑙州所辖的一个村，总面积11.11平方公里，总人口548，人口密度49.3人/平方公里（2010年1月1日）。